# Mikušovce
Mikušovce es un municipio del distrito de Lučenec en la región de Banská Bystrica, Eslovaquia, con una población estimada a final del año 2024 de 284 habitantes.
Se encuentra ubicado en el centro-sur de la región, en el valle del río Ipoly —un afluente izquierdo del Danubio— y cerca de la frontera con Hungría.

## Demografía
| Año        | 1994 | 2004    | 2014    | 2024    |
| ---------- | ---- | ------- | ------- | ------- |
| Población  | 285  | 278     | 272     | 284     |
| Diferencia |      | −2,45 % | −2,15 % | +4,41 % |

| Año        | 2023 | 2024    |
| ---------- | ---- | ------- |
| Población  | 290  | 284     |
| Diferencia |      | −2,06 % |